# 大山安
大山 安（おおやま やすし、1891年（明治24年）4月 - 1962年（昭和37年）6月21日）は、日本の政治家。緑風会所属参議院議員。

## 経歴
本籍茨城県。上京し、東京市立浅草工業専修学校（現・東京都立蔵前工科高等学校）高等科を卒業する。卒業後は農業と土木請負業等に従事する。
1947年4月、第1回参議院議員通常選挙において全国区に出馬し当選（任期3年）。1950年6月、第2回通常選挙で落選し、1953年4月、第3回通常選挙で落選し、参議院議員を一期務めた。